# La Célestine (film)
Pour les articles homonymes, voir Célestine (homonymie).
Pour plus de détails, voir Fiche technique et Distribution.
La Célestine (La Celestina P… R…) est un film italien réalisé par Carlo Lizzani, sorti en 1965.
Il s'agit d'une adaptation de La Célestine, un roman médiéval espagnol écrit par Fernando de Rojas,.

## Fiche technique
- Titre français : La Célestine[3]
- Titre original : La Celestina P… R…
- Réalisation : Carlo Lizzani
- Scénario : Carlo Lizzani, Sandro De Feo, Massimo Franciosa, Luigi Magni, Assia Noris et Giorgio Stegani
- Photographie : Oberdan Troiani
- Musique : Piero Umiliani
- Pays d'origine : Italie
- Genre : comédie
- Date de sortie : 
  - Italie : 17 mars 1965
  - France : 11 avril 1966[3]

## Distribution
- Assia Noris : Celestina
- Venantino Venantini : Carlo
- Beba Loncar : Luisella
- Raffaella Carrà : Bruna
- Marilù Tolo : Silvana
- Daliah Lavi : Daniela
- Goffredo Alessandrini : Montesti
- Massimo Serato : Marcello
- Franco Nero : Fabrizio
- Ettore Mattia : Cantelli
- Mirella Maravidi : Anna